# Catesbaea gamboana
Catesbaea gamboana är en måreväxtart som beskrevs av Ignatz Urban. Catesbaea gamboana ingår i släktet Catesbaea och familjen måreväxter. Inga underarter finns listade i Catalogue of Life.